# Rajasthan Royals
A Rajasthan Royals (hindi nyelven: राजस्थान रॉयल्स) a legnagyobb indiai Húsz20-as krikettbajnokság, az Indian Premier League egyik résztvevő csapata. Otthona Rádzsasztán állam fővárosa, Dzsajpur, hazai pályája a Szavái Mán Szinh Stadion. Logójuk egy kék kört ábrázol, amelyen arany színnel olvasható a klub neve, fölötte pedig egy dupla (egy függőleges szárról balra és jobbra néző) R betű látható, valamint két oroszlán.
Bár eredeti klubszínük csak a kék, de 2018-ban egy mellrák elleni kampány részeként egyszer rózsaszínben léptek pályára, ezt pedig a szurkolók megszerették, ráadásul székhelyüket, Dzsajpurt a 19. század óta „rózsaszín városnak” is nevezik, így a következőkben rendszeressé vált, hogy ebbe a színbe öltöznek.

## Története
A Royals az Indian Premier League első, 2008-as szezonjának meglepetéscsapata volt: a bajnokságot megelőző árverésen, amikor a 8 leendő résztvevő csapat gazdára talált, ezt a klubot vették meg a legkevesebb pénzért, az idény végén mégis ők ünnepelhették a bajnoki címet. A következő években azonban gyengébb szereplés következett, ráadásul több botrány is érintette a klubot. Először, 2010-ben a bíróságon csatáztak az RR tulajdonjogáért, majd 2013-ban bundázás miatt három játékosukat letartóztatták. Szintén bunda és illegális fogadások miatt egy nyomozást követően a csapatot el is tiltották a 2016-és és a 2017-es szezontól.
Játékospolitikájukat sokáig jellemezte, hogy igyekeztek olcsón vásárolni tehetségesnek ígérkező, de viszonylag ismeretlen játékosokat. Az évek során többek között a Royalsnak volt köszönhető olyan tehetségek feltörekvése, mint például Ravindra Dzsadezsa, Szandzsu Szaimszan vagy Juszúph Pathán. Viszont az is többször előfordult, hogy világhírű játékosokat szerződtettek, akár igen magas összegért is: mindjárt a nyitó szezonban itt játszott például Shane Warne, de 2018-ban 125 millió rúpiát költöttek az angol mindenesre, Ben Stokesra és 115 milliót az indiai balkezes gyors dobóra, Dzsajdev Unádkatra, míg a 2021-es szezon előtt 162,5 millióért vették meg a dél-afrikai mindenest, Chris Morrist.
Kapitányukat gyakran cserélgették. Warne-on kívül az kezdeti években Shane Watson és Ráhul Dravir, majd Steven Smith lett a kapitány, akit azonban 2018-ban egy súlyos szabálytalanság miatt eltiltottak, és csak 2019-ben tért vissza kapitányként (közben Adzsinkja Raháne vezette a csapatot), de két gyenge szezon után Smitht is leváltották, és Szaimszant nevezték ki helyette.

## Eredményei az IPL-ben
| Év   | Alapszakasz-helyezés | Eredmény a rájátszásban |
| ---- | -------------------- | ----------------------- |
| 2008 | 1. hely              | Bajnok                  |
| 2009 | 6. hely              |                         |
| 2010 | 7. hely              |                         |
| 2011 | 6. hely              |                         |
| 2012 | 7. hely              |                         |
| 2013 | 3. hely              | 3. hely                 |
| 2014 | 5. hely              |                         |
| 2015 | 3. hely              | 4. hely                 |
| 2018 | 4. hely              | 4. hely                 |
| 2019 | 7. hely              |                         |
| 2020 | 8. hely              |                         |
| 2021 | 7. hely              |                         |
| 2022 | 2. hely              | 2. hely                 |
| 2023 | 5. hely              |                         |
| 2024 | 3. hely              | 3. hely                 |
| 2025 | 9. hely              |                         |